# Vila Flora u Splitu
Vila Flora (Cvijetin dvor) nalazi se u Splitu, na adresi Tolstojeva 2. Sagrađena je 1907. godine. Djelo arhitekta Ive Bezića.

## Opis
Vila Flora (Cvijetin dvor) nalazi se na početku današnje Tolstojeve ulice u Splitu, nasuprot zgradi Velike realke. Godine 1907., kada je sagrađena, bila je prva građevina na prostoru između današnje Tolstojeve ulice i tvrđave Gripe, gdje su se tada prostirala polja i vinogradi. Projektant je vile, ujedno i njezin vlasnik, Splićanin Ivo Bezić, profesor risanja koji se bavio i graditeljstvom. Vila je dobila ime po njegovoj supruzi Flori (Cvijeti). Natpis od olovnih slova „Cvijetin dvor“, koji je nekad stajao posred glavnoga pročelja, uklonjen je nakon Drugoga svjetskog rata. Slobodnostojeća dvokatnica u tlocrtu je razvedeni pravokutnik s istaknutim prizemnim prostorom dućana uz sjeverno pročelje. Vila je u cijelosti oblikovana u kamenu; južno i zapadno pročelje su od fino klesanih kamenih kvadara s uskim sljubnicama, dok su sjeverno i istočno pročelje od grublje obrađenih kamenih klesanaca. Svi ukrasni detalji na južnom pročelju također su obrađeni u kamenu, što je jedinstven primjer u splitskoj secesijskoj arhitekturi. Vila završava mansardnim krovištem, također rijetkim za splitsku onodobnu arhitekturu, s drvenom krovnom konstrukcijom i pokrovom od kvadratičnih ravnih ploča od eternite (salonita). Na južnom reprezentativnom pročelju u reljefu je izrađena ženska glava oivičena laticama čije se secesijski stilizirane stabljike spuštaju niz zaglavni kamen, a predstavlja portret Flore Bezić. Vila Flora zanimljiva je u opusu splitskoga projektanta Ive Bezića, a izdvaja se i u pregledu splitske arhitekture secesijskoga sloga, kako po svom oblikovanju u kamenu, tako i po prostornom rješenju. Značajno je i što je gotovo u potpunosti očuvala izvorni tlocrtni raspored prostorija kao i detalje oblikovanja interijera.

## Zaštita
Pod oznakom Z-5866 zavedena je kao nepokretno kulturno dobro - pojedinačno, pravna statusa zaštićena kulturnog dobra, klasificirano kao "profana graditeljska baština".